# 돌려라 메이드 인 와리오
돌려라 메이드 인 와리오(일본어: まわる メイド イン ワリオ 마와루 메이도 인 와리오[*], 영어: WarioWare: Twisted!)는 게임보이 어드밴스용으로 개발된 아케이드 게임이다. 돌려라 메이드 인 와리오는 게임보이의 A,B 버튼과 게임보이를 돌려서 활용하는 게임으로 평가를 받고 있다. 이 게임에 수록된 미니게임은 모두 A,B버튼과 게임보이를 돌려서 플레이할 수 있다.
발매지역에 따라 게임 내용은 변하지 않지만 게임 표지의 색상은 지역별로 다르다.

## 평가
| 평가 |        |
| --- | ------ |
| 통합 점수 통합사 점수 게임랭킹스 87.79% [ 1 ] 메타크리틱 88/100 평론 점수 평론사 점수 게임스레이더+ IGN 9.5/10 |        |
| 통합 점수 |        |
| 통합사 | 점수   |
| 게임랭킹스 | 87.79% |
| 메타크리틱 | 88/100 |
| 평론 점수 |        |
| 평론사 | 점수   |
| 게임스레이더+                                                                                                  | 5/별   |
| IGN | 9.5/10 |